# Гуси-лебеди летят (фильм)
Гуси-лебеди летят — советский художественный фильм 1974 года, снятый киностудией имени Александра Довженко. Фильм является экранизацией одноимённой повести Михаила Стельмаха.

## Сюжет
Киноповесть-дилогия, начатая фильмом «Гуси-лебеди летят», и завершающаяся фильмом «Щедрый вечер», рассказывает о жизни украинского села после революции. Это поэтическая баллада, в которой через призму детских переживаний, мечт и надежд раскрывается новый мир нового времени.

## В ролях
- Володя Чубарев — Михайлик
- Фёдор Стригун — Себастиан
- Галина Демчук — Мать
- Владимир Олексеенко — Дед Демьян
- Валерий Шептекита — Юхрим
- Лариса Лукашевич — Марьяна
- Лилия Судья — Любочка
- Михаил Голубович — Порфирий
- Павлик Река — Иван
- Анатолий Кучеренко — Отец
- Маргарита кавка — женщина из голодного края
- Лев Перфилов — Попо

## Съёмочная группа
- Сценарист — Михаил Стельмах
- Режиссёр-постановщик — Александр Муратов
- Главный оператор — Василий Курач
- Главный художник — Владимир Цирлин
- Режиссёр — Борис Зеленецкий
- Композитор — Мирослав Скорик
- Ансамбль солистов Государственного симфонического оркестра под руководством Степана Турчака
- Директор картины — Дмитрий Бондарчук

## Награды
- 1975: Приз и диплом Союза писателей Молдавской ССР Михаилу Стельмаху, приз и диплом Союза писателей Молдавской ССР Мирославу Скорику, Всесоюзный кинофестиваль в Кишинёве
- 1976: Приз Союза кинематографистов УССР, специальные дипломы Василию Курачу и Мирославу Скорику